# Quizás (álbum)
Quizás es el título del sexto álbum de estudio y el cuarto realizado en español grabado por el cantautor español Enrique Iglesias. Es además, el primero en este idioma desde el lanzamiento de su último álbum Cosas del amor en el año 1998. El álbum fue lanzado al mercado por la empresa discográfica Universal Music Latino el 17 de septiembre de 2002.
El cantante ganó el Premio Grammy Latino al Mejor Álbum Vocal Pop Masculino con esta grabación en la 4°. entrega de los Premios Grammy Latinos celebrada el miércoles 3 de septiembre de 2003 y vendió 6 millones de copias en todo el mundo.[cita requerida]

## Recepción comercial
Quizás encabezó la Billboard Latin Chart debutando en el #1 y alcanzó el número 12 en el Billboard 200, la más alta posición para un álbum en español en ese tiempo, y el de venta más rápida para uno en cinco años. Los tres sencillos del álbum («Mentiroso», «Quizás» y «Para qué la vida») encabezaron el Billboard Hot Latin Tracks. En España, sin embargo, «Mentiroso» no fue lanzado; en su lugar, se optó por «La chica de ayer» y éste encabezó su lista de sencillos, así como el álbum. El disco también entró a las listas de álbumes del Reino Unido, la entrada más alta para un álbum en español de ese año, y tuvo buen rendimiento en toda América Latina.

## Lista de canciones
| Quizás |                                   | |          |  |
| N.º    | Título                            | Escritor(es)                                                                                            | Duración |  |
| 1.     | «Tres palabras»                   | Gerardo «Cachorro» López · Sandra Baylac · Sebastián Schon                                              | 4:24     |  |
| 2.     | «Para qué la vida»                | Chein García Alonso · Léster Méndez · Enrique Iglesias                                                  | 4:05     |  |
| 3.     | «La chica de ayer»                | Antonio Vega                                                                                            | 3:59     |  |
| 4.     | «Mentiroso»                       | Chein García Alonso · Enrique Iglesias                                                                  | 3:55     |  |
| 5.     | «Quizás»                          | Léster Méndez · Enrique Iglesias                                                                        | 4:11     |  |
| 6.     | «Pienso en ti»                    | Rafael Pérez Botija · Enrique Iglesias                                                                  | 4:19     |  |
| 7.     | «Marta»                           | Rafael Pérez Botija · Enrique Iglesias                                                                  | 4:23     |  |
| 8.     | «Suéltame las riendas»            | Chein García Alonso · Enrique Iglesias                                                                  | 3:56     |  |
| 9.     | «Mamacita»                        | Chein García Alonso · Léster Méndez · Enrique Iglesias                                                  | 4:53     |  |
| 10.    | «Mentiroso» (Versión mariachi)    | Chein García Alonso · Enrique Iglesias                                                                  | 3:51     |  |
| 11.    | «No apagues la luz» (Bonus track) | Kara DioGuardi · Steve Morales · David Siegel Adapt: al español: Enrique Iglesias · Chein García Alonso | 3:50     |  |
| 45:40  |                                   | |          |  |

## Lista de posiciones
| Gráfico (2002)                     | Posición |
| ---------------------------------- | -------- |
| Canadá (Billboard Canadian Albums) | 30       |
| Italian Albums (FIMI)              | 14       |
| Portugueses Albums (AFP)           | 26       |
| España (PROMUSICAE)                | 1        |
| Suecia (Sverigetopplistan)         | 15       |
| Suiza (Schweizer Hitparade)        | 41       |
| Reino Unido (UK Albums Chart)      | 135      |
| Estados Unidos (Billboard 200)     | 12       |
| Estados Unidos (Top Latin Albums)  | 1        |
| Estados Unidos (Latin Pop Albums)  | 1        |

### Sucesión y posicionamiento
| Predecesor: Revolución de amor de Maná | PROMUSICAE Spanish Album Chart — Álbum N°. 1 16 de septiembre de 2002 - 22 de septiembre de 2002 | Sucesor: Elvis 30#1 Hits de Elvis Presley |

| Predecesor: Revolución de amor de Maná | U.S. Billboard Top Latin Albums — Álbum N°. 1 5 de octubre de 2002 - 1 de noviembre de 2002 | Sucesor: Hijas del tomate de Las Ketchup |

| Predecesor: Revolución de amor de Maná | U.S. Billboard Latin Pop Albums — Álbum N°. 1 5 de octubre de 2002 - 1 de noviembre de 2002 | Sucesor: Hijas del tomate de Las Ketchup |